# 貫戸朋子
貫戸 朋子（かんと ともこ、1955年 - ）は、京都府出身の日本の医師。日本で初めて国境なき医師団の医師となり、同団日本事務局でもオペレーションに努めた。

## 歴史
1955年生まれ。京都学芸大学附属京都小学校（現・京都教育大学附属京都小学校）に2学年より編入。京都教育大学附属京都中学校時代は女子バスケット部に所属し、知性とスポーツの両面を磨く。
東京女子医科大学医学部卒業後、京大附属病院などで産婦人科の臨床医として勤務。しかし、一度医師をやめる。その後スイスのジュネーヴ大学へと留学し、心理学の勉強をする。
1993年、国境なき医師団のパリ本部を訪れ、日本で初めて国境なき医師団の登録医となり、同年、スリランカのマドゥーの地を訪れ、派遣医師として、難民キャンプで医療活動に携わる。6ヶ月の任務を果たし、1994年に帰国。その後、ボスニアへ赴いた。
2000年、国際協力事業団（JICA）のメキシコ女性の健康プロジェクトを担当。
2003年、特定非営利活動法人「国境なき医師団日本」のプログラムディレクターとなる。

## 図書
著書
- 貫戸 朋子 『「国境なき医師団」が行く』 (That's Japan 008) ウェイツ 2003年

共著
- アーネスト ダルコー (Ernest Darkoh), 貫戸 朋子『NHK未来への提言 アーネスト・ダルコー―エイズ救済のビジネスモデル』日本放送出版協会 2007年

関連図書
- NHK「課外授業 ようこそ先輩」制作グループ・KTC中央出版『国境なき医師団:貫戸朋子―別冊課外授業ようこそ先輩』KTC中央出版 2000年